# Laura Gimmler
Laura Gimmler (Oberstdorf, 5 dicembre 1993) è una fondista tedesca.

## Biografia
Laura Gimmler, attiva in gare FIS dal dicembre del 2008, ha esordito in Coppa del Mondo il 3 gennaio 2015 nella prima tappa del Tour de Ski a Oberstdorf (68ª) e ai Campionati mondiali a Seefeld in Tirol 2019, dove è stata 13ª nella 10 km, 20ª nella sprint e 4ª nella staffetta. Ai Mondiali di Oberstdorf 2021 si è classificata 10ª nella 30 km, 10 nella sprint e 5ª nella staffetta; l'anno dopo ai XXIV Giochi olimpici invernali di Pechino 2022, sua prima presenza olimpica, si è piazzata 33ª nella 10 km. Ai Mondiali di Planica 2023 ha vinto la medaglia d'argento nella staffetta ed è stata 20ª nella 30 km, 11ª nella sprint e 4ª nella sprint a squadre e il 24 marzo successivo ha ottenuto il primo podio in Coppa del Mondo nella sprint a squadre di Lahti (3ª); ai Mondiali di Trondheim 2025 si è classificata 6ª nella sprint a squadre e il 22 marzo dello stesso anno ha conquistato la prima vittoria in Coppa del Mondo nella sprint a squadre di Lahti.

## Palmarès

### Mondiali
- 1 medaglia:
  - 1 argento (staffetta a Planica 2023)

### Mondiali juniores
- 1 medaglia:
  - 1 bronzo (staffetta a Liberec 2013)

### Coppa del Mondo
- Miglior piazzamento in classifica generale: 12ª nel 2023
- 5 podi (1 individuale, 5 a squadre):
  - 1 vittoria (a squadre)
  - 1 secondo posto (a squadre)
  - 4 terzi posti (1 individuale, 3 a squadre)

#### Coppa del Mondo - vittorie
| Data          | Località | Nazione   | Disciplina                 |
| ------------- | -------- | --------- | -------------------------- |
| 22 marzo 2025 | Lahti    | Finlandia | TS TL (con Coletta Rydzek) |

Legenda:

TL = tecnica libera

TS = sprint a squadre